# 김경민 (1991년)
김경민(1991년 11월 1일 ~ )은 대한민국의 축구 선수로서 포지션은 골키퍼이다. 현 K리그1 광주 FC 소속으로 뛰고 있다.

## 클럽 경력
2013년 한양대학교 4학년 재학중에 2014 K리그 드래프트에서 자유선발로 류승우와 제주 유나이티드에 입단하였다.
2021시즌을 앞두고 서울 이랜드 FC에 입단했다.
2022시즌을 앞두고 윤보상과 트레이드되며 서울 이랜드 FC를 떠나 광주 FC로 이적했다.

## 국가대표 경력
2009년 10월 2010년 AFC U-19 챔피언십 예선 명단에 포함되어 주전으로 활동하며 팀을 본선진출을 확정시키는 맹활약에도 불구하고, 2010년 9월 27일 발표된 최종 명단에서는 탈락되었다.
2013년 12월 2013년 AFC U-22 챔피언십 예비 명단에 포함된 후에 최종 명단에서는 발탁되었지만 경기에는 기용되지 않았다.

## 수상

### 팀
- K리그2 우승: 2022

### 개인
- K리그2 베스트 11: 2022